# 발형체학
발형체학은 혹은 발현형체학은 발현형질들의 총체인 발형체(Phenome)를 연구하는 생정보학의 한 분야를 말한다. 발현형질은 영어로 Phenotype이라고 하는데, 이것은 유전자로부터 유래되는 특징들을 말한다. 형태, 발달, 행동들을 말한다. 이것은 유전형질(genotype)과 비교되는 말이다. 발형체학은 발현형질들을 총체적으로 분류하고, 그것들이 유전체와 유기적으로 어떤 기작으로 발현형질들을 나타내는지를 완전히 규명하겠다는 목적을 가지고 있다.

## 환경과 발형체학
발형체학은 유전체가 환경과 작용하여야만 형성되는 것이다. 그러므로, 발형체학은 필연적으로 환경적인 요소와의 상호작용을 고려해야 한다.
발현형질은 다음과 같은 간단한 공식을 가지고 있다.
1. .  (유전형질) + (환경) → 발현형질
2. .  (유전형질) + (환경) + (돌연변이) → 발현형질

## 같이 보기
- 발형체
- 체학
- 유전체학